# Fjällmossens naturreservat, Skåne
Fjällmossens naturreservat är ett naturreservat i Hörby kommun och Kristianstads kommun i Skåne län.
Området är naturskyddat sedan 2019 och är 225 hektar stort. Det ligger uppe på Linderödsåsen och består av en tovmosse med omgivande skog och betesmarker.